# Zodarion marginiceps
Zodarion marginiceps är en spindelart som beskrevs av Simon 1914. Zodarion marginiceps ingår i släktet Zodarion och familjen Zodariidae. Inga underarter finns listade i Catalogue of Life.